# Yu Yan (Mediziner)
Yu Yan (chinesisch 余巌, Pinyin Yú Yan; Anredename Yunxiu; * 14. September 1879; † 3. Januar 1954) war ein chinesischer Arzt für westliche Medizin. Er stammte aus Zhenhai (chinesisch 镇海, Pinyin Zhèn hǎi) in der Provinz Zhejiang (chinesisch 浙江, Pinyin Zhè jiāng).

## Biografie
In seinen jungen Jahren ging er ins japanische Ōsaka und studierte dort westliche Medizin. Nach seiner Rückkehr nach China erforschte er die chinesische Medizin und Arzneikunde, wobei er der alten klassischen Literatur der chinesischen Medizin besondere Beachtung schenkte. In dem von ihm verfassten Buch „Erklärung der Bedeutung von Namen und Erscheinungsbildern der Krankheiten im Altertum“ untersuchte er Ursprung und Entwicklung der Krankheiten des Altertums in der chinesischen Medizin aus der Perspektive des klassischen Kommentars.
Da er unter dem Einfluss der ideologischen Strömung des „National-Nihilismus“ stand, meinte er, dass die chinesische Medizin eine „Revolution“ benötige und „unwissenschaftlich“ sei. Aus diesem Grund schlug er vor, die chinesische Medizin abzuschaffen und die Arzneikunde zu bewahren. Im Jahr 1927 reichte er einen Antrag zur Abschaffung der alten Medizin ein. Dieser Antrag rief zur damaligen Zeit eine Gegenströmung in der Entwicklung der chinesischen Medizin hervor und verursachte heftigsten Widerspruch in den traditionellen chinesischen Medizinerkreisen.

## Werke
Neben dem Buch Erklärung der Bedeutung von Namen und Erscheinungsbildern der Krankheiten im Altertum, das nach der Befreiung veröffentlicht wurde verfasste Yu Yan viele weitere Werke. Darunter sind: Über die Revolution in der Medizin und Kritische Einschätzung der beiden Teile des Inneren Klassikers „Zentrum des Wirkvermögens“ (Lingshu 霛樞) und „Grundlegende Fragen“ (Suwen 素問).